# Volley Castellana 2016-2017
Questa voce raccoglie le informazioni riguardanti il Volley Castellana nelle competizioni ufficiali della stagione 2016-2017.

## Stagione
La stagione 2016-17 è per il Volley Castellana, sponsorizzato da Sol Lucernari, la prima in Serie A2: la squadra di Montecchio Maggiore conquista l'accesso al campionato cadetto a seguito del primo posto nel proprio girone della Serie B1 2015-16. Viene confermato sia l'allenatore Michele Marconi che alcuni giocatori autori della promozione come Giovanni Bertelle, Alberto Frizzarin, Michele Pranovi, Davide Lollato e Fabio Franchetti: tra i nuovi acquisti quelli di Emiliano Giglioli, Giulio Mariella, Mario Mercorio e Jordan Nowakowski mentre tra le cessioni quelle di Alessandro Conti, Andrea Garghella e Valerio Masiero.
Il campionato si apre con due vittorie consecutive: la prima sconfitta arriva alla terza giornata contro il Volley Ball Club Mondovì, a cui ne seguono altre quattro; il club di Montecchio Maggiore chiude il girone di andata con un successo e uno stop e l'ottavo posto in classifica, non utile per qualificarsi alla Coppa Italia di Serie A2. Dopo due insuccessi all'inizio del girone di ritorno, il Volley Castellana vince tutte le partite disputare in case e perde tutte quelle in trasferta, confermando, al termine della regular season, l'ottavo posto nel proprio girone. Accede quindi alla pool salvezza dove, nel girone di andata, vince esclusivamente le due partite disputate in casa mentre, in quello di ritorno, le due disputate in trasferta, perdendone in entrambi i casi tre: si classifica al nono posto, retrocedendo in Serie B.

## Organigramma societario
Area direttiva
- Presidente: Giovanni Vencato
- Vicepresidente: Graziano Ferron
- Responsabile segreteria: Chiara Agosti

Area organizzativa
- Direttore generale: Moreno Ruzzene
- Direttore sportivo: Sergio Meggiolaro

Area tecnica
- Allenatore: Michele Marconi
- Allenatore in seconda: Giovanni Chicchellero
- Scout man: Alessandro Bianciardi, Simone Truzzi
- Responsabile settore giovanile: Stefano Rossetto

Area comunicazione
- Addetto stampa: Johnny Urbani
- Relazioni esterne: Matteo Furlan
- Responsabile accrediti: Johnny Urbani

Area marketing
- Responsabile marketing:

Area sanitaria
- Preparatore atletico: Claudio Corradini
- Fisioterapista: Stefano Bari

## Rosa
| N° | Nome               | Ruolo | Data di nascita   | Nazionalità sportiva |
| -- | ------------------ | ----- | ----------------- | -------------------- |
| 1  | Giulio Mariella    | P     | 2 agosto 1995     | Italia               |
| 2  | Giovanni Bertelle  | S     | 31 maggio 1987    | Italia               |
| 3  | Nicolò Mancin      | S     | 6 luglio 1999     | Italia               |
| 4  | Marco Cortese      | S     | 8 febbraio 1999   | Italia               |
| 5  | Lorenzo Battocchio | L     | 6 febbraio 1998   | Italia               |
| 6  | Massimo Ostuzzi    | S     | 28 luglio 1999    | Italia               |
| 7  | Mario Mercorio     | S     | 28 ottobre 1983   | Italia               |
| 8  | Tommaso Migliorin  | S/O   | 27 marzo 2000     | Italia               |
| 9  | Michele Pranovi    | S/O   | 26 agosto 1988    | Italia               |
| 10 | Jordan Nowakowski  | S/O   | 3 ottobre 1992    | Canada               |
| 11 | Andrea Sartori     | P     | 27 luglio 1987    | Italia               |
| 12 | Emiliano Giglioli  | C     | 14 settembre 1985 | Italia               |
| 16 | Fabio Franchetti   | C     | 14 agosto 1991    | Italia               |
| 17 | Alberto Frizzarin  | C     | 20 novembre 1991  | Italia               |
| 18 | Davide Lollato     | L     | 24 gennaio 1991   | Italia               |

## Mercato
| Acquisti | Acquisti          | Acquisti     | Acquisti   |
| R.       | Nome              | da           | Modalità   |
| -------- | ----------------- | ------------ | ---------- |
| S        | Marco Cortese     | ?            | definitivo |
| C        | Emiliano Giglioli | Argos        | definitivo |
| S        | Nicolò Mancin     | ?            | definitivo |
| P        | Giulio Mariella   | Molfetta     | definitivo |
| S        | Mario Mercorio    | Milano       | definitivo |
| S/O      | Tommaso Migliorin | Treviso      | definitivo |
| S/O      | Jordan Nowakowski | Saskatchewan | definitivo |
| S        | Massimo Ostuzzi   | ?            | definitivo |

| Cessioni | Cessioni         | Cessioni         | Cessioni   |
| R.       | Nome             | a                | Modalità   |
| -------- | ---------------- | ---------------- | ---------- |
| P        | Michele Ceccon   | ?                | definitivo |
| C        | Alessandro Conti | BluVolley Verona | definitivo |
| S        | Andrea Garghella | Monselice        | definitivo |
| S/O      | Mirko Lovato     | ?                | definitivo |
| C        | Valerio Masiero  | 4 Torri Ferrara  | definitivo |

## Risultati

### Serie A2

#### Regular season

##### Girone di andata
| 1ª giornata - 9 ottobre 2016 Palazzetto dello Sport, Brendola       | Castellana        | 3 - 1 | Tricolore        | 25-21, 21-25, 25-23, 25-20        |
| 2ª giornata - 16 ottobre 2016 Palazzetto dello Sport, Montefiascone | Civita Castellana | 1 - 3 | Castellana       | 25-23, 19-25, 19-25, 18-25        |
| 3ª giornata - 23 ottobre 2016 PalaManera, Mondovì                   | Mondovì           | 3 - 0 | Castellana       | 25-22, 25-21, 25-21               |
| 4ª giornata - 30 ottobre 2016 Palazzetto dello Sport, Brendola      | Castellana        | 1 - 3 | Libertas Brianza | 25-23, 19-25, 22-25, 15-25        |
| 5ª giornata - 6 novembre 2016 PalaSanFilippo, Brescia               | Atlantide Brescia | 3 - 0 | Castellana       | 25-18, 25-18, 25-19               |
| 6ª giornata - 13 novembre 2016 Palazzetto dello Sport, Brendola     | Castellana        | 2 - 3 | M&G              | 26-28, 25-14, 25-20, 21-25, 10-15 |
| 7ª giornata - 20 novembre 2016 PalaGrotte, Castellana Grotte        | Materdomini       | 3 - 2 | Castellana       | 25-18, 25-19, 22-25, 21-25, 15-12 |
| 8ª giornata - 26 novembre 2016 Palazzetto dello Sport, Brendola     | Castellana        | 3 - 2 | Olimpia Bergamo  | 18-25, 25-22, 25-14, 22-25, 17-15 |
| 9ª giornata - 3 dicembre 2016 PalaRota, Spoleto                     | Marconi           | 3 - 0 | Castellana       | 25-21, 25-19, 25-19               |

##### Girone di ritorno
| 10ª giornata - 8 dicembre 2016 PalaBigi, Reggio nell'Emilia      | Tricolore        | 3 - 0 | Castellana        | 25-22, 26-24, 25-19               |
| 11ª giornata - 11 dicembre 2016 Palazzetto dello Sport, Brendola | Castellana       | 1 - 3 | Civita Castellana | 19-25, 20-25, 25-21, 20-25        |
| 12ª giornata - 17 dicembre 2016 Palazzetto dello Sport, Brendola | Castellana       | 3 - 2 | Mondovì           | 19-25, 20-25, 25-23, 25-15, 16-14 |
| 13ª giornata - 26 dicembre 2016 PalaParini, Cantù                | Libertas Brianza | 3 - 0 | Castellana        | 27-25, 25-21, 25-18               |
| 14ª giornata - 5 gennaio 2017 Palazzetto dello Sport, Brendola   | Castellana       | 3 - 2 | Atlantide Brescia | 22-25, 27-29, 25-19, 25-21, 15-9  |
| 15ª giornata - 8 gennaio 2017 PalaGrottazzolina, Grottazzolina   | M&G              | 3 - 1 | Castellana        | 25-22, 21-25, 25-21, 25-22        |
| 16ª giornata - 19 gennaio 2017 Palazzetto dello Sport, Brendola  | Castellana       | 3 - 1 | Materdomini       | 25-21, 25-15, 25-27, 25-14        |
| 17ª giornata - 25 gennaio 2017 PalaNorda, Bergamo                | Olimpia Bergamo  | 3 - 0 | Castellana        | 25-20, 25-16, 25-16               |
| 18ª giornata - 5 febbraio 2017 Palazzetto dello Sport, Brendola  | Castellana       | 3 - 1 | Marconi           | 25-22, 20-25, 25-22, 25-22        |

#### Pool salvezza

##### Girone di andata
| 1ª giornata - 12 febbraio 2017 Palazzetto dello Sport, Tricase  | Alessano            | 3 - 0 | Castellana  | 25-21, 25-22, 25-23               |
| 2ª giornata - 19 febbraio 2017 Palazzetto dello Sport, Brendola | Castellana          | 3 - 0 | Club Italia | 25-20, 25-20, 25-19               |
| 3ª giornata - 22 febbraio 2017 PalaAlberti, Lauria              | Rinascita Lagonegro | 1 - 3 | Castellana  | 25-19, 23-25, 11-25, 11-25        |
| 4ª giornata - 25 febbraio 2017 Palazzetto dello Sport, Brendola | Castellana          | 3 - 2 | Potentino   | 31-33, 25-21, 16-25, 25-14, 15-13 |
| 5ª giornata - 5 marzo 2017 Palasport Comunale, Ortona           | Impavida Ortona     | 3 - 0 | Castellana  | 25-20, 25-16, 25-19               |

##### Girone di ritorno
| 6ª giornata - 10 marzo 2017 Palazzetto dello Sport, Brendola   | Castellana  | 2 - 3 | Alessano            | 20-25, 25-17, 22-25, 25-19, 10-15 |
| 7ª giornata - 18 marzo 2017 Palazzetto dello Sport, Roma       | Club Italia | 1 - 3 | Castellana          | 22-25, 25-23, 24-26, 14-25        |
| 8ª giornata - 22 marzo 2017 Palazzetto dello Sport, Brendola   | Castellana  | 2 - 3 | Rinascita Lagonegro | 20-25, 25-22, 25-11, 14-25, 8-15  |
| 9ª giornata - 26 marzo 2017 PalaCivitanova, Civitanova Marche  | Potentino   | 1 - 3 | Castellana          | 25-17, 17-25, 22-25, 25-27        |
| 10ª giornata - 1º aprile 2017 Palazzetto dello Sport, Brendola | Castellana  | 0 - 3 | Impavida Ortona     | 26-28, 26-28, 23-25               |

## Statistiche

### Statistiche di squadra
| Competizione | Punti | In casa | In casa | In casa | In trasferta | In trasferta | In trasferta | Totale | Totale | Totale |
| Competizione | Punti | G       | V       | P       | G            | V            | P            | G      | V      | P      |
| ------------ | ----- | ------- | ------- | ------- | ------------ | ------------ | ------------ | ------ | ------ | ------ |
| Serie A2     | 23    | 14      | 8       | 6       | 14           | 4            | 10           | 28     | 12     | 16     |
| Totale       | -     | 14      | 8       | 6       | 14           | 4            | 10           | 28     | 12     | 16     |

G = partite giocate; V = partite vinte; P = partite perse

### Statistiche dei giocatori
| Giocatore     | Serie A2 | Serie A2 | Serie A2 | Serie A2 | Serie A2 | Totale | Totale | Totale | Totale | Totale |
| Giocatore     | P        | PT       | AV       | MV       | BV       | P      | PT     | AV     | MV     | BV     |
| ------------- | -------- | -------- | -------- | -------- | -------- | ------ | ------ | ------ | ------ | ------ |
| L. Battocchio | 7        | 0        | 0        | 0        | 0        | 7      | 0      | 0      | 0      | 0      |
| G. Bertelle   | 25       | 135      | 109      | 11       | 15       | 25     | 135    | 109    | 11     | 15     |
| M. Cortese    | 0        | 0        | 0        | 0        | 0        | 0      | 0      | 0      | 0      | 0      |
| F. Franchetti | 13       | 37       | 17       | 16       | 4        | 13     | 37     | 17     | 16     | 4      |
| A. Frizzarin  | 28       | 206      | 129      | 65       | 12       | 28     | 206    | 129    | 65     | 12     |
| E. Giglioli   | 25       | 194      | 133      | 44       | 17       | 25     | 194    | 133    | 44     | 17     |
| D. Lollato    | 28       | 0        | 0        | 0        | 0        | 28     | 0      | 0      | 0      | 0      |
| N. Mancin     | 6        | 0        | 0        | 0        | 0        | 6      | 0      | 0      | 0      | 0      |
| G. Mariella   | 28       | 57       | 38       | 14       | 5        | 28     | 57     | 38     | 14     | 5      |
| M. Mercorio   | 27       | 365      | 315      | 27       | 23       | 27     | 365    | 315    | 27     | 23     |
| T. Migliorin  | 1        | 0        | 0        | 0        | 0        | 1      | 0      | 0      | 0      | 0      |
| J. Nowakowski | 24       | 169      | 148      | 9        | 12       | 24     | 169    | 148    | 9      | 12     |
| M. Ostuzzi    | 1        | 0        | 0        | 0        | 0        | 1      | 0      | 0      | 0      | 0      |
| M. Pranovi    | 28       | 499      | 431      | 31       | 37       | 28     | 499    | 431    | 31     | 37     |
| A. Sartori    | 21       | 15       | 5        | 2        | 8        | 21     | 15     | 5      | 2      | 8      |

P = presenze; PT = punti totali; AV = attacchi vincenti; MV = muri vincenti; BV = battute vincenti